# Keri (rivier)
De Keri is een rivier in het westen van India in de deelstaat Gujarat. De oorsprong van de rivier ligt in de Hindod hills. Het bekken heeft een maximale lengte van 183 km. Het totale stroomgebied van het bekken heeft een oppervlakte van 560 vierkante kilometer.
De rivier mondt ten noorden van Bhavnagar uit in de Arabische Zee.